# Stanisław Tołpa

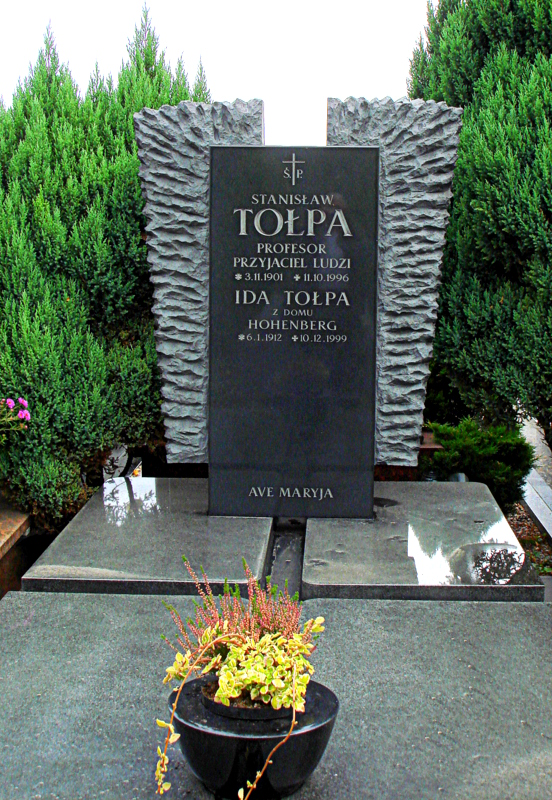
Nagrobek S. Tołpy na wrocławskim cmentarzu Św. Ducha przy ul. Bardzkiej

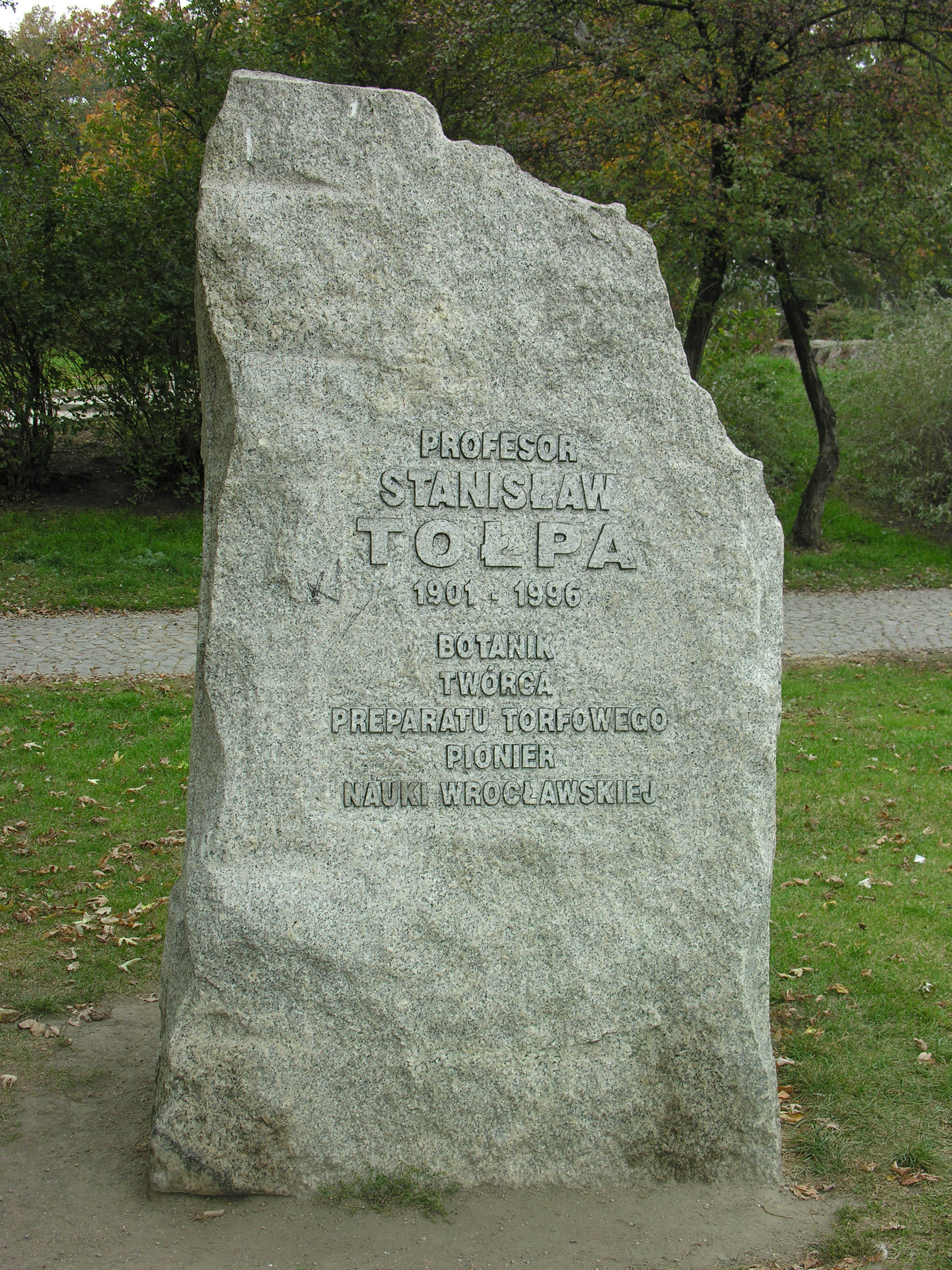
Pomnik S. Tołpy we Wrocławiu

Stanisław Tołpa (ur. 3 listopada 1901 w Rudzie Łańcuckiej, zm. 11 października 1996 we Wrocławiu) – polski botanik, profesor Akademii Rolniczej we Wrocławiu, opracował m.in. preparat torfowy nazywany jego nazwiskiem.

## Życiorys
W 1920 ukończył gimnazjum w Leżajsku. Najpierw ukończył studia teologiczne, a następnie podjął studia na wydziale matematyczno-przyrodniczym Uniwersytetu im. Jana Kazimierza we Lwowie, które zakończył doktoratem nt. torfowisk Czarnohory. Do 1939 pracował jako nauczyciel biologii w Państwowym Gimnazjum im. Tadeusza Kościuszki w Kaliszu. Od 1929 był współpracownikiem Komisji Fizjograficznej Polskiej Akademii Umiejętności.
W 1939 brał udział w kampanii wrześniowej, m.in. w bitwie nad Bzurą. Następnie trafił do obozu jenieckiego.
Po wojnie, w 1945, trafił do Wrocławia. Tutaj też rozwinął działalność naukową i dydaktyczną. Początkowo był dziekanem Wydziału Rolniczego Uniwersytetu i Politechniki Wrocławskiej. Habilitował się w 1948 i otrzymał tytuł profesora. Od 1951 był organizatorem Wyższej Szkoły Rolniczej we Wrocławiu i pierwszym rektorem tej uczelni w latach 1952–1954. Od 1967 był członkiem Polskiej Akademii Nauk oraz jednym z twórców jej wrocławskiego oddziału. 
Całą swoją karierę naukową poświęcił torfowi. Pod jego kierunkiem przebadano bagna i torfowiska w Dolinie Biebrzy, na Mazurach i na Lubelszczyźnie. Opracował klasyfikację torfów europejskich. Z czasem zainteresowania przesuwały się z historii i morfologii torfowisk na chemiczne i biologiczne właściwości ich składników. Wykrył związki chemiczne o szczególnej aktywności biologicznej. Na podstawie jego badań w latach 60. XX wieku powstał preparat torfowy Tołpy, mający w założeniu stać się lekiem przeciwnowotworowym. Jego badania przyczyniły się także do uchwalenia ustawy o ochronie złóż torfowych w Polsce.
Po przejściu na emeryturę, w 1971, nadal pracował nad swoim preparatem w utworzonej specjalnie dla niego Pracowni Biologii i Biochemii Torfu Akademii Rolniczej we Wrocławiu. Działanie przeciwnowotworowe preparatu nigdy nie zostało potwierdzone. Patent na wytwarzanie preparatu przekazał uczelni. Zmarł w wieku 95 lat. 
Jego żoną była Ida, z domu Hohenberg (1912–1999). Oboje zostali pochowani we wspólnym grobowcu na Cmentarzu Ducha Świętego we Wrocławiu.
W 2005 imieniem i nazwiskiem profesora został nazwany Park Stanisława Tołpy we Wrocławiu (wcześniej pod nazwą Park Nowowiejski). Jego imieniem i nazwiskiem nazwano szkołę podstawową we Wrocławiu przy ul. Orzechowej 90 oraz ulice we Wrocławiu, Jelczu-Laskowicach i Nowej Sarzynie.

## Odznaczenia[5]
- Krzyż Komandorski Orderu Odrodzenia Polski
- Krzyż Oficerski Orderu Odrodzenia Polski
- Krzyż Kawalerski Orderu Odrodzenia Polski (22 lipca 1951, za wybitną działalność naukową)[6]
- Medal Komisji Edukacji Narodowej